# 丹·戈德弗里德
丹尼尔·约瑟夫·戈德弗里德（英語：Daniel Joseph Godfread，1967年6月14日—），美国NBA联盟前职业篮球运动员。